# Hyundai i30

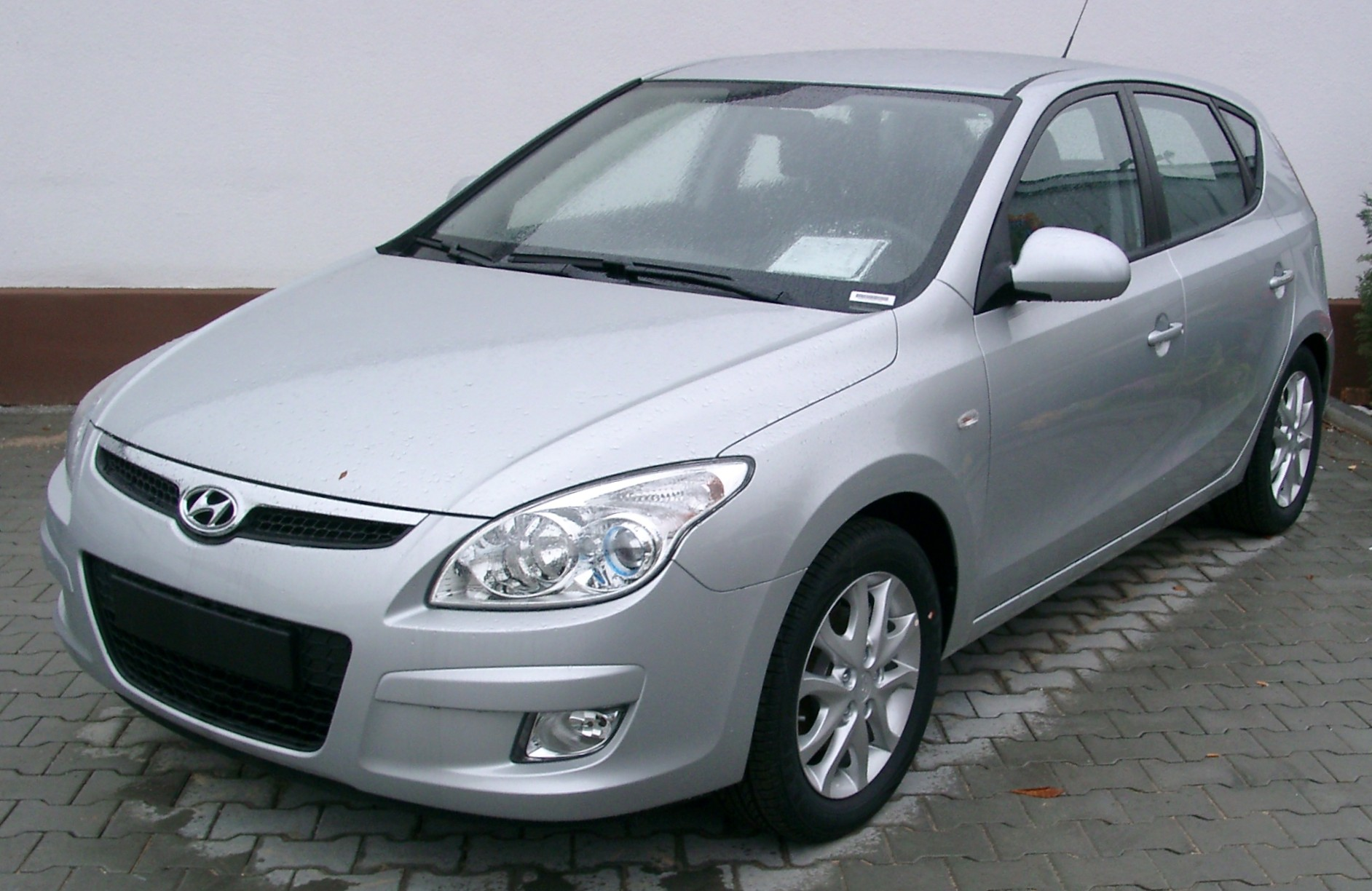
Hyundai i30

De Hyundai i30 is een automodel van Hyundai. Het model is sterk verwant aan de eerder geïntroduceerde Kia cee'd.
In 2006 stond op de Autosalon van Parijs de voorbode van de i30: de Arnejs concept. Deze was onder de codenaam FD ontwikkeld in het Duitse Rüsselsheim, waar het Hyundai Research and Development Center is gevestigd. De Kia Cee'd droeg de codenaam ED. In maart 2007 presenteerde Hyundai de i30 tijdens de Autosalon van Genève. Bij de marktintroductie zijn er twee carrosserievarianten, de vijfdeurs hatchback en de stationwagon, later komen een MPV-afgeleide en een coupécabriolet. Hyundai kondigde een sportieve versie met meer dan 200 pk. Sinds juli 2009 is er van de 1.4 benzineversie ook een 'Blue', die volgens Hyundai 5% minder brandstof verbruikt en 10 gram CO2 per kilometer minder uitstoot.

## Motorisaties
Er zijn zes motorversie waaronder drie diesels en drie benzines:
- diesel
  - 1.6 CRDI van 90pk en 115 pk
  - 2.0 CRDI van 140 pk.
- benzine
  - 1.4 met 109 pk (ook als zuinigere en schonere 'Blue')
  - 1.6 met 122 pk
  - 2.0 met 143 pk

## Trivia
- De Hyundai i30 wordt gefabriceerd in de Hyundai-fabriek in Tsjechië.

Huidige modellen Nederland en België:
Bayon ·
i10 ·
i20 ·
i30 ·
Inster ·
Ioniq ·
Ioniq 5 ·
Ioniq 6 ·
Kona ·
Kona Electric ·
Nexo ·
Santa Fe ·
Tucson
Overige modellen internationaal:
Accent ·
Grandeur ·
Genesis ·
Eon ·
Equus ·
Porter ·
Sonata ·
Veloster
Uit productie:
Atos ·
Coupe ·
Dynasty ·
Elantra ·
Excel ·
Getz ·
Genesis Coupe ·
i40 ·
ix20 ·
ix55 ·
Lantra ·
Matrix ·
Pony ·
Santamo ·
Scoupe ·
Stellar ·
Terracan ·
Trajet ·
Tucson ·
XG